# Paul Bennett
Paul Bennett (MBE) (født 16. december 1988 i Leeds, England) er en engelsk roer, olympisk guldvinder og dobbelt verdensmester.
Bennett vandt guld for Storbritannien i otter ved OL 2016 i Rio de Janeiro. Udover Bennett bestod bådens besætning af Tom Ransley, Andrew Triggs Hodge, Scott Durant, Pete Reed, Matt Gotrel, Matt Langridge, Will Satch og styrmand Hill. Den britiske båd vandt guldmedaljen foran Tyskland og Holland, der tog sølv- og bronzemedaljerne.
Bennett har desuden vundet to verdensmesterskaber i otter, ved henholdsvis VM 2014 i Holland og VM 2015 i Frankrig.

## OL-medaljer
- 2016:  Guld i otter